# Eutymiusz (Kereselidze)
Eutymiusz, imię świeckie Estat Kereselidze (zm. 1944 w klasztorze Zedazeni) – święty mnich prawosławny.
Pochodził ze wsi Sadmeli. Po ukończeniu szkoły podstawowej udał się do pracy do Kutaisi, a następnie Tbilisi. Poznał tam Maksyma Szaradze, współpracownika Ilii Czawczawadzego. Zachęcił on Estata Kereselidzego do podjęcia pracy w czytelni literatury gruzińskiej, a następnie także w drukarni. Celem instytucji było propagowanie gruzińskiej literatury religijnej oraz badanie i upowszechnianie pieśni ludowych Gruzji. W ciągu 25 kolejnych lat Szaradze i Kereselidze wydrukowali ponad 4 tys. książek. W 1891 dołączył do nich Filimon Koridze, muzyk i pieśniarz, który zajmował się zbieraniem ludowej muzyki gruzińskiej, w tym cerkiewnej. Na jego prośbę Estat Kereselidze zaczął przepisywać i przygotowywać do druku zapisywane przez Koridzego w czasie wyjazdów na wsie utwory. Po śmierci Koridzego i Szaradzego na gruźlicę w 1907 stał się jedynym właścicielem rękopisów, w których utrwalono wiele niemal całkowicie zapomnianych pieśni (gruzińska muzyka cerkiewna od powołania Egzarchatu Gruzińskiego w miejsce autokefalicznej Cerkwi była siłowo zastępowana muzyką pochodzenia rosyjskiego).
23 grudnia 1912 Estat Kereselidze złożył wieczyste śluby mnisze w monasterze Gelati i przyjął imię Eutymiusz. W maju 1913 przyjął święcenia diakońskie. Przez kolejne cztery lata łączył obowiązki głównego diakona klasztoru z pracą nad przepisywaniem i porządkowaniem posiadanych rękopisów pieśni. W 1917 został wyświęcony na kapłana. Od 1918 był ekonomem monasteru. Po zajęciu regionu Kutaisi przez Armię Czerwoną w 1921 został na krótko aresztowany, następnie zwolniony. Mimo prześladowań duchowieństwa przez władze radzieckie kontynuował prace nad opracowywaniem zebranych utworów muzyki cerkiewnej. W 1923, po zamknięciu monasteru Gelati, zamieszkał u swoich przyjaciół, zaś po rozstrzelaniu metropolity Kutaisi Nazariusza w 1924 wyjechał do Mcchety i został jednym z duchownych soboru Sweti Cchoweli.
W 1929 zamieszkał w monasterze Zedazeni. Obawiając się konfiskaty i zniszczenia jego rękopisów nutowych, umieścił je w skrzyni i zakopał w ziemi. Zostały one odnalezione przez pracowników muzeum państwowego w Tbilisi. Po ich zbadaniu i potwierdzeniu ich szczególnej wartości, w 1935 Eutymiusz oficjalnie przekazał muzeum 34 zbiory nut z 5532 pieśniami. Zmarł w 1944 w monasterze Zedazeni, jako igumen.
18 sierpnia 2003 Gruziński Kościół Prawosławny kanonizował ihumena Eutymiusza za jego ascetyczne życie oraz wysiłek na rzecz badania gruzińskich pieśni cerkiewnych.